# Liste des entraîneurs et présidents du Feyenoord Rotterdam
La liste des entraîneurs et présidents du Feyenoord Rotterdam regroupe les personnes ayant été à la direction de Feyenoord tant sur le plan sportif, avec les entraîneurs, que sur le plan administratif avec les présidents et directeurs généraux.

## Direction

### Présidents
Depuis la fondation du club en 1908, dix-sept présidents se sont succédé à la tête du club. Si Cor Kieboom est celui qui est resté le plus longtemps (28 années), Leen van Zandvliet est l'un des plus emblématiques, étant le grand artisan de la construction du stade Feijenoord. 
| Rang | Nat. | Nom                  | Période   | Commentaire                                                 |
| ---- | ---- | -------------------- | --------- | ----------------------------------------------------------- |
| 1    |      | Gerard van Leerdam   | 1908-1911 |                                                             |
| 2    |      | Leen van Zandvliet   | 1911-1918 |                                                             |
| 3    |      | Jan van Bennekom     | 1918-1919 |                                                             |
| 4    |      | Johan Weber          | 1920-1925 |                                                             |
| 5    |      | Leen van Zandvliet   | 1925-1939 |                                                             |
| 6    |      | Cor Kieboom          | 1939-1967 | Président le plus longtemps en poste.                       |
| 7    |      | Guus Couwenberg      | 1967-1973 | Cor Kieboom est président d'honneur.                        |
| 8    |      | Leo van Zandvliet    | 1973-1979 | Fils de Leen van Zandvliet.                                 |
| 9    |      | Guus Couwenberg      | 1979-1982 |                                                             |
| 10   |      | Gerard Kerkum        | 1982-1989 |                                                             |
| 11   |      | Carlo de Swart       | 1989-1990 |                                                             |
| 12   |      | Amandus Lundqvist    | 1990-1992 |                                                             |
| 13   |      | Jorien van den Herik | 1992-2006 |                                                             |
| 14   |      | Gerard Kerkum        | 2006-2007 | Par intérim, en tant que président de la Commission Kerkum. |
| 15   |      | Dick van Well        | 2007-2015 | Restructuration du club, premier « président-commissaire ». |
| 16   |      | Gerard Hoetmer       | 2015-2019 |                                                             |
| 17   |      | Toon van Bodegom     | 2019-     |                                                             |

### Directeurs généraux
Depuis le départ du dernier « véritable » président de Feyenoord en 2007, le directeur général est la personne sur le devant de la scène médiatique, et chargé de gérer les affaires courantes du club. En effet, Feyenoord devient officiellement en 2004 une naamloze vennootschap, supervisée alors par un comité, représenté par un président-commissaire, qui décide de la vision et de la politique du club. Le directeur général ayant la charge de la suivre et de la mettre en œuvre.
Avant ce changement d'organisation structurelle, il y avait déjà un directeur général au sein du club. En 1998, un scandale implique la directrice générale de Feyenoord, Nicole Edelenbos, qui entretient une relation amoureuse avec son homologue de l'Ajax Amsterdam. Elle est démise de ces fonctions à la suite de cette affaire.
| Rang | Nat.         | Nom              | Période   | Commentaire                                                                                 |
| ---- | ------------ | ---------------- | --------- | ------------------------------------------------------------------------------------------- |
| 1    |              | Nicole Edelenbos | 1996-1998 | Licenciée pour avoir entretenue une relation amoureuse avec le directeur général de l'Ajax. |
|      | Pays inconnu |                  | 1998-2007 |                                                                                             |
| 2    |              | Eric Gudde       | 2007-2017 | Est nommé directeur pour le football professionnel à la KNVB après son départ.              |
| 3    |              | Jan de Jong      | 2017-2019 | Était directeur-général de la NOS depuis 7 ans avant ce poste.                              |
| 4    |              | Mark Koevermans  | 2019-     |                                                                                             |

## Entraîneurs de l'équipe première
Le premier entraîneur de Feyenoord est Bill Julian, un anglais qui s'occupe aussi bien de l'équipe de football que de l'équipe d'athlétisme, pour un salaire oscillant entre 25 florins et 35 florins par semaine. Les premiers entraîneurs sont tous anglais et parfois un Néerlandais aide lors des entraînements et pour les massages entre deux postes d'entraîneurs officiels, sans être quant à eux reconnus comme entraîneurs.
Arrive ensuite Richard Dombi qui développe de nouveaux concepts tactiques et viendra en aide à deux reprises après sa première période à Feyenoord. Le club connaît des difficultés à trouver de la stabilité après Dombi, et différents anciens joueurs se succèdent au poste d'entraîneur.
Ernst Happel fait gagner la coupe des Champions à Feyenoord en 1970. Wiel Coerver et Bert van Marwijk sont les deux autres entraîneurs à remporter une coupe d'Europe avec Feyenoord. Arne Slot mène quant à lui son équipe en finale de la Ligue Conférence.
| Rang | Nat.         | Nom                          | Période   | Commentaire |
| ---- | ------------ | ---------------------------- | --------- | --- |
|      | Pays inconnu | Aucun                        | 1908-1921 | L'équipe n'a pas d'entraîneur attitré.                                                                            |
| 1    |              | Bill Julian                  | 1921-1922 | Supervise les entraînement dès l'été 1920, quitte le club pour raisons financières.                               |
|      | Pays inconnu | Aucun                        | 1922-1923 | Jaap Kruijs se charge de certaines missions qui incombent à un entraîneur, sans être officiellement entraîneur.   |
| 2    |              | Harry Waites                 | 1924-1925 | Arrive à la fin de la saison 1923-1924.                                                                           |
|      | Pays inconnu | Aucun                        | 1925-1926 | Engel Geneugelijk occupe un poste de masseur mais est chargé de certaines missions d'entraîneur.                  |
| 3    |              | Jack Hall                    | 1926-1930 | |
| 4    |              | Joe Lamb                     | 1930      | Ne reste que quelques mois, entraîne l'équipe lors de la Zilveren Bal.                                            |
|      | Pays inconnu | Aucun                        | 1930-1931 | Puck van Heel dirige l'équipe avec l'aide d'autres joueurs.                                                       |
| 5    |              | Eddy Donaghy                 | 1931-1935 | |
| 6    |              | Richard Dombi                | 1935-1939 | |
| 7    |              | Jack Hall                    | 1939-1940 | Remplace Dombi à partir d'avril 1939.                                                                             |
| 8    |              | Karl Kaufman                 | 1940      | Remplace Hall en mai et mène l'équipe au titre.                                                                   |
| 9    |              | Theo Huizenaar               | 1940-1941 | Entraîneur de boxe embauché essentiellement pour la préparation physique.                                         |
| 10   |              | Kees van Dijke               | 1941-1942 | Ancien joueur de Feyenoord.                                                                                       |
| 11   |              | Kees Pijl                    | 1942-1946 | Ancien joueur de Feyenoord.                                                                                       |
| 12   |              | Adriaan Koonings             | 1946-1950 | Ancien joueur de Feyenoord.                                                                                       |
| 13   |              | Harry Topping                | 1950-1951 | Remplace Koonings à la suite de mauvais résultats, part le 1er avril 1951 pour mauvais résultats.                 |
| 14   |              | Richard Dombi                | 1951-1952 | |
| 15   |              | Adriaan Koonings             | 1952-1955 | Assisté par Piet de Wolf.                                                                                         |
| 16   |              | Richard Dombi                | 1955-1956 | Remplace Koonings fin février 1955, entraîne l'équipe aux côtés de Piet de Wolf.                                  |
| 17   |              | Jaap van der Leck            | 1956-1959 | Ancien sélectionneur des Pays-Bas, quitte le club en janvier 1959.                                                |
| 18   |              | Piet de Wolf                 | 1959      | Assistant de Van der Leck, assure l'intérim jusqu'à la fin de saison,.                                            |
| 19   |              | Jiří Sobotka                 | 1959-1961 | Recruté à la place de Max Merkel dont la venue échoue en 1959 et 1960.                                            |
| 20   |              | Franz Fuchs                  | 1961-1963 | Entraîneur moqué et peu apprécié par les joueurs.                                                                 |
| 21   |              | Norberto Höfling             | 1963-1964 | |
| 22   |              | Willy Kment                  | 1964-1967 | |
| 23   |              | Ben Peeters                  | 1967-1969 | Est entraîneur des équipes jeunes de Feyenoord avant et après ce poste.                                           |
| 24   |              | Ernst Happel                 | 1969-1973 | |
| 25   |              | Ad Zonderland                | 1973      | Par intérim pour la fin de la saison 1972-1973.                                                                   |
| 26   |              | Wiel Coerver                 | 1973-1975 | |
| 27   |              | Antoni Brzeżańczyk           | 1975-1976 | |
| 28   |              | Ad Zonderland                | 1976      | Par intérim pour la fin de la saison 1975-1976.                                                                   |
| 29   |              | Vujadin Boškov               | 1976-1978 | |
| 30   |              | Václav Ježek                 | 1978-1982 | |
| 31   |              | Clemens Westerhof            | 1982      | Par intérim pour la fin de la saison 1981-1982.                                                                   |
| 32   |              | Hans Kraay                   | 1982-1983 | Ancien joueur de Feyenoord, deviendra directeur technique du club en 1988-1989.                                   |
| 33   |              | Ab Fafié                     | 1983      | Par intérim pour la fin de la saison 1983-1983.                                                                   |
| 34   |              | Thijs Libregts               | 1983-1984 | Part en novembre 1984 à l'Aris Salonique.                                                                         |
| 35   |              | Ab Fafié                     | 1984-1986 | Aidé dans sa tâche par Willem van Hanegem                                                                         |
| 36   |              | Rinus Israël                 | 1986-1988 | |
| 37   |              | Rob Jacobs                   | 1988-1989 | |
| 38   |              | Pim Verbeek                  | 1989      | Fait un mauvais début de saison, pousse la direction à faire un changement.                                       |
| 39   |              | Pim Verbeek Gunder Bengtsson | 1989-1991 | Bengtsson vient épauler Verbeek de décembre 1989 jusqu'à mars 1991, lorsque le duo quitte le club.                |
| 40   |              | Wim Jansen                   | 1991      | Ancien joueur de Feyenoord, par intérim jusqu'à la fin de la saison.                                              |
| 41   |              | Hans Dorjee                  | 1991-1992 | Arrête après quelques mois en raison de problèmes cardiaques.                                                     |
| 42   |              | Wim Jansen                   | 1992      | Par intérim jusqu'à la fin de la saison.                                                                          |
| 43   |              | Wim van Hanegem              | 1992-1995 | Ancien joueur, quitte le club en octobre 1995 pour mauvais résultats.                                             |
| 44   |              | Geert Meijer                 | 1995      | Par intérim pendant deux matchs.                                                                                  |
| 45   |              | Arie Haan                    | 1995-1997 | Licencié en octobre 1997 pour mauvais résultats.                                                                  |
| 46   |              | Geert Meijer                 | 1997      | Par intérim pour quelques matchs, épaulé par John Metgod.                                                         |
| 47   |              | Leo Beenhakker               | 1997-2000 | Arrive en octobre 1997, quitte le club en avril 2000.                                                             |
| 48   |              | Henk van Stee                | 2000      | Par intérim pour la fin de la saison 1999-2000.                                                                   |
| 49   |              | Bert van Marwijk             | 2000-2004 | |
| 50   |              | Ruud Gullit                  | 2004-2005 | Ancien joueur de Feyenoord.                                                                                       |
| 51   |              | Erwin Koeman                 | 2005-2007 | |
| 52   |              | Leo Beenhakker               | 2007      | Par intérim pour les play-offs qualificatifs pour la coupe d'Europe.                                              |
| 53   |              | Bert van Marwijk             | 2007-2008 | |
| 54   |              | Gertjan Verbeek              | 2008-2009 | Quitte le club en janvier 2009 après un mauvais début de saison.                                                  |
| 55   |              | Leon Vlemmings               | 2009      | Par intérim pour la fin de saison.                                                                                |
| 56   |              | Mario Been                   | 2009-2011 | Perd la confiance de ses joueurs et est forcé à quitter le club en juillet 2011.                                  |
| 57   |              | Ronald Koeman                | 2011-2014 | |
| 58   |              | Fred Rutten                  | 2014-2015 | Licencié à la 34e journée de la saison 2014-2015. Van Bronckhorst, son assistant, le remplace pour les play-offs. |
| 59   |              | Gio van Bronckhorst          | 2015-2019 | Ancien joueur de Feyenoord.                                                                                       |
| 60   |              | Jaap Stam                    | 2019      | Démissionne en octobre 2019 après un mauvais début de saison.                                                     |
| 61   |              | Dick Advocaat                | 2019-2021 | Entraîneur depuis octobre 2019. A épaulé Van Bronckhorst plusieurs semaines en 2016.                              |
| 62   |              | Arne Slot                    | 2021-2024 | |
| 63   |              | Brian Priske                 | 2024-2025 | Démis de ses fonctions en février suite à de mauvais résultats en championnat.                                    |
| 64   |              | Pascal Bosschaart            | 2025      | Entraîneur des moins de 21 ans, par intérim pour 13 jours.                                                        |
| 65   |              | Robin van Persie             | 2025-     | Ancien joueur de Feyenoord.                                                                                       |